# Paphinia
Paphinia – rodzaj roślin z rodziny storczykowatych (Orchidaceae). Obejmuje 16 gatunków. Rośliny występują w Ameryce Środkowej i Ameryce Południowej w takich krajach jak: Boliwia, północna Brazylia, Kolumbia, Kostaryka, Ekwador, Gujana Francuska, Gujana, Panama, Surinam, Trynidad i Tobago, Wenezuela.

## Systematyka
Rodzaj sklasyfikowany do podplemienia Stanhopeinae w plemieniu Cymbidieae, podrodzina epidendronowe (Epidendroideae), rodzina storczykowate (Orchidaceae), rząd szparagowce (Asparagales) w obrębie roślin jednoliściennych.
Wykaz gatunków
- Paphinia benzingii Dodson & Neudecker
- Paphinia cristata (Lindl.) Lindl.
- Paphinia dunstervillei Dodson & G.A.Romero
- Paphinia grandiflora Barb.Rodr.
- Paphinia herrerae Dodson
- Paphinia hirtzii Dodson
- Paphinia levyae Garay
- Paphinia lindeniana Rchb.f.
- Paphinia litensis Dodson & Neudecker
- Paphinia neudeckeri Jenny
- Paphinia posadarum Dodson & R.Escobar
- Paphinia rugosa Rchb.f.
- Paphinia seegeri G.Gerlach
- Paphinia subclausa Dressler
- Paphinia vermiculifera G.Gerlach & Dressler
- Paphinia zamorae Garay